# 메나헴 마기도르
메나헴 마기도르(히브리어: מְנַחֵם מַגִידוֹר IPA: [menaˈxem maɡiˈdor], 1946~)는 이스라엘의 수학자이다. 수리논리학과 집합론에 공헌하였다.

## 생애
1946년 1월 24일 페타티크바에서 태어났고, 중부 구의 네타냐 근처의 작은 마을인 기바트 샤피라(히브리어: גִּבְעַת שַׁפִּירָא)에서 자랐다. 16세에 예루살렘 히브리 대학교에 입학하였다.
1973년에 예루살렘 히브리 대학교에서 아즈리엘 레비 밑에서 초콤팩트 기수에 대한 논문으로 박사 학위를 수여받았다. 이후 1982년에 예루살렘 히브리 대학교의 교수가 되었다. 또한, 1997년~2009년 동안 예루살렘 히브리 대학교 총장을 역임하였다.
2005년~2006년에는 당시 이스라엘의 대통령 모셰 카차브의 임명으로 대통령 소속 정부 형태 검토 위원회(히브리어: ועדת נשיא המדינה לבחינת מבנה הממשל) 회장을 맡았다. 이 위원회는 2007년에 최종 보고서를 제출하였으나, 카차브의 성범죄 스캔들로 인하여 보고서는 정계에서 무시되었다.